# Кінець Євангеліону
«Кінець Єванґеліону» (яп. 新世紀エヴァンゲリオン劇場版 Air/まごころを、君に Сінсейкі Єванґеріон Гекідзе:-бан: Еа/Магокоро про, кімі ні, «Єванґеліон нового покоління: Фільм — Повітря / Ви потрібні мені»; англ. The End of Evangelion) — повнометражний аніме-фільм, випущений в 1997 році студією GAINAX під керівництвом Хідеакі Анно. Знятий в 1995 році серіал «Єванґеліон» став дуже популярним, і тому студія вирішила зробити фільм, який повинен був стати ще одним закінченням історії. Вихід фільму супроводжувався деякою самоіронією студії над своїм рішенням — у проміжку між анонсом фільму і його появою вийшов альбом «Neon Genesis Evangelion Addition», що містить, зокрема, трек «Shuukyoku no Tsudzuki». В даному треку персонажі оригінального серіалу обговорювали, як їм зробити найбільш популярне і відповідно прибуткове продовження. Даний фільм завершує собою повнометражний фільм «Death», також заміняє собою 25 і 26 серії, для версії серіалу з диркатами. Фільм складається з двох частин, 25 епізоду: Air (Повітря) / Любов руйнівна і 26 епізоду: Моє чисте серце для тебе / Ви потрібні мені (まごころを,君に, Magokoro про, Кімі Ni). Епізод 25 містить другу частину першого фільму Neon Genesis Evangelion: Death & Rebirth, який там називається Rebirth. В 1998 році цей фільм посів перше місце в гран-прі журналу Animage".
На 5 вересня 2021 року фільм займав 236-у позицію у списку 250 кращих фільмів за версією IMDb.

## The End of Evangelion: Renewal
25 червня 2003 року в Японії компаніями Starchild і King Records була випущена нова версія The End of Evangelion, що входить до складу видання Renewal of Evangelion (яке складалося з оброблених цифрових версій 26-серійного TV-серіалу, 4 перероблених епізодів з Laserdisc і 3 театральних випусків, а також з бонусного диска, що містить раніше не показаний матеріал).
Ця версія об'єднує фільм Evangelion: Death з фільмом The End of Evangelion, включаючи фрагменти Rebirth з першого фільму. У ній також містяться матеріали, на яких сейю Мегумі Хаясібара, Юко Міямура і Котоно Міцуїсі озвучують своїх персонажів, що живуть через 10 років після подій Єванґеліону. В цьому продовженні Шінджі не існує, а Аска зустрічається з Тодзі Судзухара. У матеріалах присутній чоловічий голос (імовірно, належить Шінджі), який говорить: «Цього не існує, мене тут немає», говорить глядачеві про те, що все побачене лише спотворена реальність, показана очима самого Шінджі.

## Сприйняття критикою
Фільм завоював перший приз Animage в 1997 році і Japan Academy Prize, як «Найбільша публічна сенсація року»; і отримав Спеціальну нагороду: «Вибір аудиторії» від Animation Kobe в 1997 році. EX.org у 1999 році поставила фільм на п'яте місце «Кращих шоу всіх часів» (і на друге в числі TV-серіалів).
У Японії з релізу і по жовтень 1997 року The End of Evangelion заробив 1.45 мільйонів єн.
Кріс Беверідж з Mania.com описав фільм, як «впливаючий на глядача на багатьох рівнях», але застеріг від перегляду ЕоЕ без попереднього перегляду оригінального серіалу.
Патрік Масіас з TokyoScope включив ЕоЕ в число 10 найбільших фільмів усіх часів, і назвав його найкращим аніме-фільмом 1990-х років. Журнал CUT помістив Кінець Єванґеліону на третє місце серед 30 кращих аніме-фільмів усіх часів.

## Інтерпретація
У фінальній сцені The End of Evangelion, Шінджі і Аска відокремлені від об'єднаного людства. Шінджі намагається задушити Аску, але зупиняється і упускає кілька сліз на її обличчя. На карті D-88 від Bandai Carddass 1998 року міститься наступний коментар:
«Шінджі відмовляється від світу, де всі серця злилися воєдино і приймає інших людей. Його пристрасть… жити з „іншими“ — іншими серцями, які часом відкидають його. Ось чому першою річчю, яку він зробив, прийшовши у свідомість, стала спроба задушити Аску. Щоб відчути існування „інших“ людей. Щоб підтвердити неприйняття і заперечення.»
Їх взаємодія відображає широкий спектр позитивних і негативних емоцій. Під час запису озвучення фінальної сцени сейю Мегумі Огата, дала голос Шінджі, була переповнена емоціями і намагалася задушити Юко Міямуру.

У підсумку Анно попросив її описати, що він намагається передати цією сценою:
«Я була не впевнена, що я повинна говорити під час фінальної сцени. Нарешті, Анно запитав мене: „Міямура, просто уяви, що ти спиш на ліжку і незнайомець проникає в твою кімнату. Він може зґвалтувати тебе в будь-який час поки ти спиш, але він не робить цього. Замість цього він мастурбує, дивлячись на тебе, коли ти прокидаєшся і розумієш, що відбувається. Що б ти сказала?“ Я завжди думала, що він дивний чоловік, але в той момент я відчувала огиду. І я сказала йому, що я думаю: „Огидно“ (яп. 気持ち 悪い кімочі варуї). Тоді він зітхнув і сказав „Я так і думав“.»
Тіфані Грант, озвучувавшу Аску в англійському перекладі, зробила наступну заяву:
«Найпопулярнішим перекладом останньої фрази ЕоЕ [The End of Evangelion] було „Мені погано“ (англ. I feel sick), але Аманда Вінн Лі (озвучувавша Рей Аянамі в англійському перекладі та режисирувавшу англійську версію The End of Evangelion) сказала, що вона запитала кількох перекладачів і порахувала переклад „Огидно“ (англ. disgusting) найбільш точною адаптацією. Ви можете сказати, що їй огидна сама ситуація або Шінджі. Моє улюблене пояснення таке: мій чоловік Метт Грінфілд режисирував TV-серіали і дуже добре знайомий з франшизою „Єванґеліону“. Метт говорив, що хоча [творець „Єванґеліона“] Хідеакі Анно, мабуть, часто змінює свою думку про значення різних речей у „Єванґеліоні“, одного разу Анно сказав, що „мені погано“ є відсиланням до ранкової нудоти. <…> Зрозуміло, Анно дуже палко ставиться до ідеї, що кожен повинен визначити значення Єванґеліона сам для себе»
Тим не менш, незважаючи на похмурий кінець, комплементація не є перманентною. І Рей, і Юі втішають Шінджі і кажуть йому, що люди можуть відновити своє фізичне втілення, якщо вони захочуть цього і якщо вони мають досить сильні серця. Це може означати, що Аска — перша людина, яка вирішила повернутися до реальності. Інша карта з ККІ Evangelion пояснює:
«В океані LCL Шінджі бажав повернути світу з іншими людьми. Він прагнув знову зустрітися з ними, навіть якщо це означало б необхідність відчувати біль і зраду. І, як він сподівався / бажав, Аска повернулася в новий світ. Тільки Аска. Дівчина, яка заподіяла йому біль, і яку поранив він сам. Але навіть незважаючи на це, вона була тією, чиєю повернення він жадав…»
Як і раніше обговорюється, є The End of Evangelion розширеної кінцівкою оригінальних епізодів 25 і 26 або повністю замінює їх. Деякі вірять, що The End of Evangelion є альтернативною кінцівкою, створеної, щоб задовольнити вимоги фанатів, незадоволених закінченням оригінального серіалу. Цурумакі, колишній помічником Анно в режисурі «Єванґеліона», говорить, що він вважав серію завершеною, як є.